# Acapnolymma sulcaticeps
Acapnolymma sulcaticeps là một loài bọ cánh cứng trong họ Cerambycidae.